# NGC 3701
NGC 3701 est une galaxie spirale située dans la constellation du Lion. NGC 3701 a été découverte par l'astronome germano-britannique William Herschel en 1785.

## Caractéristiques
La classe de luminosité de NGC 3701 est II-III et elle présente une large raie HI.

### Distance
Sa vitesse par rapport au fond diffus cosmologique est de 3 122 ± 22 km/s, ce qui correspond à une distance de Hubble de 46,0 ± 3,2 Mpc (∼150 millions d'al).
À ce jour, 22 mesures non basées sur le décalage vers le rouge (redshift) donnent une distance de 43,477 ± 6,566 Mpc (∼142 millions d'al), ce qui est à l'intérieur des valeurs de la distance de Hubble.